# Phthiracarus sphaerulus
Phthiracarus sphaerulus är en kvalsterart som först beskrevs av Banks 1895.  Phthiracarus sphaerulus ingår i släktet Phthiracarus och familjen Phthiracaridae. Inga underarter finns listade i Catalogue of Life.